# 張朝聘
張朝聘（1510年—？），字伯時，陝西西安府長安縣人，民籍，明朝政治人物。

## 生平
陝西鄉試第三十七名舉人。嘉靖十七年（1538年）中式戊戌科會試第二百五十六名，登第二甲第四十七名進士。历官户部员外郎，宣大管粮，二十三年正月升四川按察司佥事。

## 家族
曾祖張鼎；祖父張英；父張璉，母王氏。永感下。